# Nick Harkaway
Nicholas Cornwell (? –), ismertebb nevén Nick Harkaway, brit regényíró és kommentátor. Harkaway néven olyan regények szerzője, mint The Gone-Away World, az Angelmaker (amelyet 2013-ban Arthur C. Clarke-díjra jelöltek), a Tigerman, a Gnomon, a Titanium Noir és a Karla's Choice; valamint egy ismeretterjesztő tanulmány a digitális világról, The Blind Giant: Being Human in a Digital World (A vak óriás: Embernek lenni a digitális világban). Cornwell két regényt is írt Aidan Truhen álnéven.

## Élete
Harkaway Nicholas Cornwell néven született Cornwallban. Jane Eustace és John le Carré írói álnéven ismert David Cornwell író fia.
Harkaway a független észak-londoni University College Schoolban és a cambridge-i Clare College-ban tanult, ahol filozófiát, szociológiát és politikatudományt tanult. Mielőtt író lett, a filmiparban dolgozott.

## Szépirodalom

### The Gone-Away World
The Gone-Away World (2008) Harkaway első regénye. Eredetileg The Wages of Gonzo Lubitsch címmel jelent meg, és több korábbi különleges egységhez tartozó, majd kamionossá vált ügynökről szól, akiket egy poszt-apokaliptikus világban egy veszélyes küldetés végrehajtására bérelnek fel.

### Angelmaker
Az Angelmaker (2013) egy kémthriller, amely egy órásmester kísérletét mutatja be, hogy megállítson egy hidegháborús világvége fegyvert. Az Angelmaker elnyerte a legjobb regény díját a 2013-as Kitschies-díjban, és jelölték az Arthur C. Clarke-díjra is abban az évben.

### Tigerman
A Tigerman (2014) egy szuperhős eredettörténetét mutatja be egy elszegényedett és kudarcra ítélt trópusi szigeten.

### Gnomon
A Gnomon (2017) egy olyan állammal foglalkozik, amely mindenütt jelenlévő megfigyelést gyakorol a lakosságára. Egy nyomozó egy gyilkosságot vizsgál szokatlan módszerekkel, ami kérdéseket vet fel a társadalom természetével kapcsolatban.

### The Price You Pay(mint Aidan Truhen)
The Price You Pay (2018) egy drogdíler bosszúvágyáról szól, aki meg akarja ölni azokat, akik felbérelték a gyilkosokat, hogy végezzenek vele.

### Seven Demons(mint Aidan Truhen)
A Seven Demons (2021), a The Price You Pay folytatása, egy svájci, biztonságos bank kirablására tett kísérletről.

### Titanium Noir
A Titanium Noir (2023) egy futurisztikus krimi, amiben Titánok szerepelnek, akik genetikai változtatásokon estek át, amelyek meghosszabbítják az életüket és olyan mértékben növelik a növekedésüket, hogy sokkal magasabbak lesznek, mint a normális emberek.

### Karla's Choice
Karla's Choice (2024), című kémregény George Smiley első folytatásos regénye, mely a The Spy Who Came in from the Cold, és a Tinker Tailor Soldier Spy között játszódik, mindkettőt apja, John le Carré írta.

## Tényirodalom
The Blind Giant (2012), Harkaway első ismeretterjesztő műve, a digitális változás társadalomra gyakorolt hatásával és az ember létével foglalkozik.

## Magyarul
- Karla választása (Karla's Choice) – Agave Könyvek, Budapest, 2025 · ISBN 9789635983964 · Fordította: Nagy Gergely

## Vélemények a Google Könyvkeresővel kötött megállapodásról
Harkaway nyíltan bírálta a Google Könyvkeresővel kötött megállapodást, erről blogján is írt, 2009 májusában a BBC Rádió The World at One című műsorában beszélt, és 2009 szeptemberében Krishnan Guru-Murthyval és Tom Watson képviselővel közös televíziós vitában is szerepelt.

## Fordítás
- Ez a szócikk részben vagy egészben  a   Nick Harkaway című angol Wikipédia-szócikk ezen változatának fordításán alapul.  Az eredeti cikk szerkesztőit annak laptörténete sorolja fel. Ez a jelzés csupán a megfogalmazás eredetét és a szerzői jogokat jelzi, nem szolgál a cikkben szereplő információk forrásmegjelöléseként.